# Nur Tatar
Nur Tatar (Van, 16 d'agost de 1992) és una taekwondista turca amb medalla de plata als Jocs Olímpics d'Estiu de 2012 a Londres i medalla de bronze als Jocs Olímpics d'Estiu de 2016 a Rio. Tatar és d'etnicitat kurda.